# Castillon-de-Saint-Martory
Castillon-de-Saint-Martory település Franciaországban, Haute-Garonne megyében. Lakosainak száma 399 fő (2022. január 1.). Castillon-de-Saint-Martory Arnaud-Guilhem, Beauchalot, Landorthe, Latoue, Lestelle-de-Saint-Martory, Lieoux, Saint-Martory, Saint-Médard, Sepx, Montsaunès és Proupiary községekkel határos.

## Népesség
A település népességének változása:
| Lakosok száma | 217  | 195  | 240  | 285  | 364  | 376  | 382  | 387  | 392  | 399  |
|               | 1968 | 1982 | 1990 | 2006 | 2013 | 2015 | 2017 | 2019 | 2020 | 2022 |